# 유엔 체계

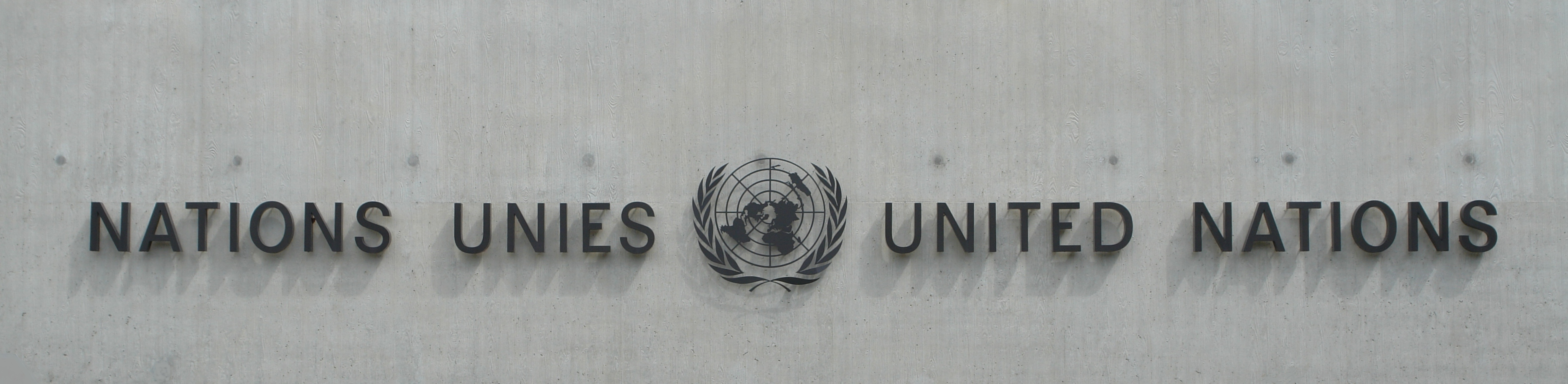

유엔 체계 또는 국제 연합 체계(國際聯合體系, 영어: United Nations System, 프랑스어: Système des Nations unies)는 5개의 주요 기관으로 구성되어 있다. 이전에는 6개였으나, 1994년 유엔 신탁통치이사회의 가동이 중지되어 5개가 되었다.
- 유엔 총회
- 유엔 안전보장이사회
- 유엔 경제사회이사회
- 유엔 사무국
- 국제사법재판소

## 같이 보기
- 국제연맹
- 유엔 회원국